# Arnsgereuth
Arnsgereuth is ortsteil van de gemeente Saalfeld/Saale in de Duitse deelstaat Thüringen. Tot 1 december 2011 was Arnsgereuth een zelfstandige gemeente.

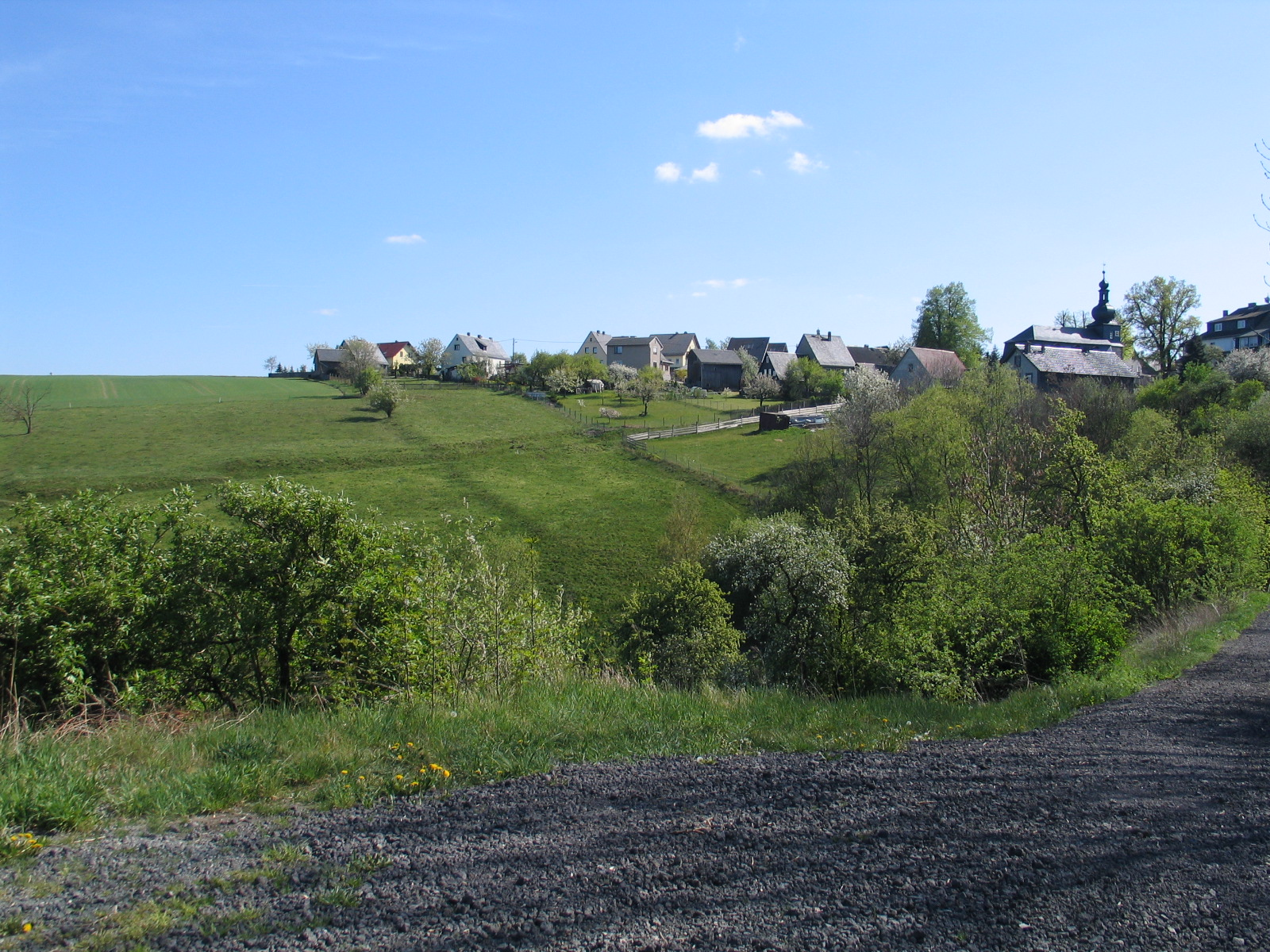
Arnsgereuth
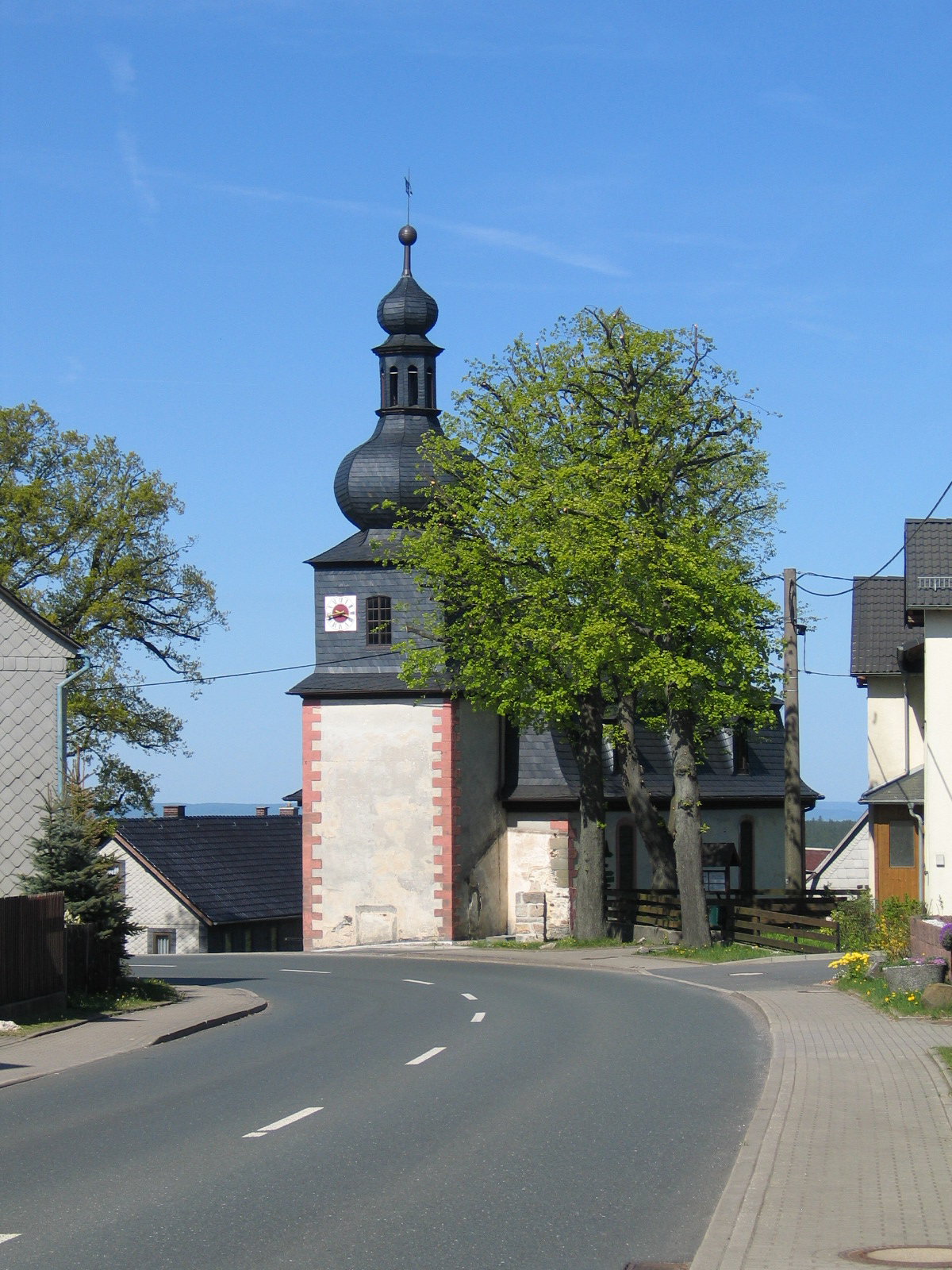
Arnsgereuth